# Sen o przyszłości
Sen o przyszłości – singel Sylwii Grzeszczak promujący jej solowy album o tym samym tytule (2011). Po raz pierwszy artystka zaprezentowała go 28 sierpnia 2011 roku podczas Hitów na czasie Radia Eska w Bydgoszczy. 30 sierpnia 2011 roku utwór miał swoją premierę w rozgłośniach radiowych w Polsce. 13 września 2011 roku piosenka zadebiutowała na POPLiście na miejscu 20. i już po 3 dniach dotarła na szczyt zestawienia.

## Tło
Sylwia podczas wywiadu dla serwisu Interia.pl opowiedziała o piosence:

Tekst opowiada o relacjach międzyludzkich, które często w dzisiejszych czasach są powierzchowne, oparte na kontaktach telefonicznych, internetowych, rozmowach o niczym... składających się z gigabajtów bzdur. Piosenka namawia do walki o swoje uczucia, związki; do tego, by nie zaniedbywać relacji międzyludzkich i walczyć o to, co mamy - po to, żeby w przyszłości nie obudzić się, kiedy będzie już za późno na ratowanie tego, co mieliśmy.

## Teledysk
Teledysk zrealizowany został w dwóch wersjach w okolicach norweskiego miasta Skudeneshavn. Dodatkowo pojawiają się ujęcia z Drezna oraz Wrocławia i właśnie materiałami z tych miast różni się klip od pierwszej wersji pokazywanej w telewizji. Premiera teledysku do utworu odbyła się 20 września 2011 roku na kanale muzycznym VIVA Polska. Druga wersja miała swoją premierę 23 września tego samego roku w portalu Interia.pl. Za realizację obydwu wersji teledysku odpowiada Grupa 13.

## Pozycje na listach przebojów
| Lista (2011)                          | Najwyższa pozycja |
| ------------------------------------- | ----------------- |
| Polish Airplay Chart                  | 1                 |
| Polish Video Chart                    | 1                 |
| Radio Eska (Gorąca 20)                | 1                 |
| Radio Podlasie (NAJ 10-tka)           | 1                 |
| Radio Szczecin (SLiP)                 | 3                 |
| Radio Zet (Lista Przebojów Radia ZET) | 1                 |
| Radio Złote Przeboje (Top 20)         | 1                 |
| RMF FM (Poplista)                     | 1                 |
| RMF Maxxx (Hop Bęc)                   | 1                 |
| Wietrzne Radio (Top 15)               | 2                 |